# Montfort-sur-Risle
Montfort-sur-Risle je naselje in občina v severnem francoskem departmaju Eure regije Zgornje Normandije. Naselje je leta 2007 imelo 839 prebivalcev.

## Geografija
Kraj leži v pokrajini Normandiji ob reki Risle, 43 km jugozahodno od Rouena.

## Uprava
Montfort-sur-Risle je sedež istoimenskega kantona, v katerega so poleg njegove vključene še občine Appeville-Annebault, Authou, Bonneville-Aptot, Brestot, Condé-sur-Risle, Écaquelon, Freneuse-sur-Risle, Glos-sur-Risle, Illeville-sur-Montfort, Pont-Authou, Saint-Philbert-sur-Risle, Thierville in Touville s 6.670 prebivalci.
Kanton Montfort-sur-Risle je sestavni del okrožja Bernay.

## Zanimivosti
- cerkev sv. Petra in Pavla,
- ruševine trdnjave.